# Felix von Valois

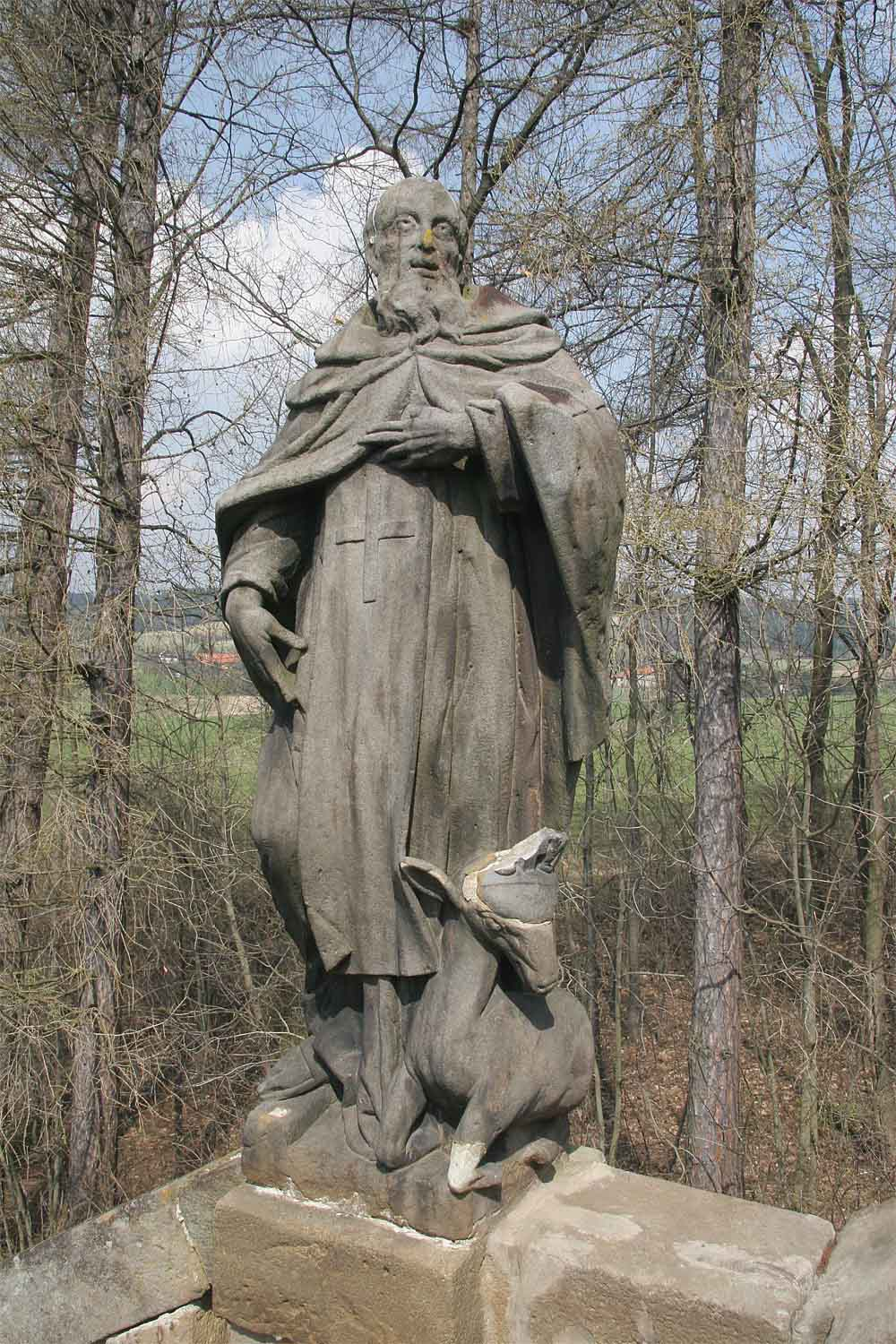
Der hl. Felix von Valois im Habit der Trinitarier, Statue im Wallfahrtsort Homole, Borovnice u Potštejna (Ostböhmen)

Felix von Valois (* 9. April 1127 in Amiens; † 4. November 1212 im Kloster Cerfroid in Brumetz) ist einer der Gründer des Trinitarierordens und wird in der römisch-katholischen Kirche als Heiliger verehrt.

## Leben
Der traditionellen Überlieferung nach wurde er als Hugo von Valois getauft und war der einzige Sohn des Grafen Rudolf I. von Vermandois, Valois, Amiens und Crépy, Seneschall und Regent von Frankreich, und der Eleonore von Blois. Hugo wurde im Jahr 1152 als Graf von Vermandois Nachfolger seines Vaters, legte aber bereits 1160 alle seine Ämter und Titel ab. Sein Nachfolger wurde sein Halbbruder Rudolf II. Hugo zog sich in eine Einsiedelei zurück, wo sich ihm nach einiger Zeit Johannes von Matha anschloss. Beide gründeten 1198 den Orden von der allerheiligsten Dreifaltigkeit und vom Loskauf der Gefangenen, der sich in der Zeit der Kreuzzüge die Aufgabe stellte, Christen aus der Gefangenschaft der Sarazenen zu befreien. Mit der Gründung des Ordens nahm Hugo den Ordensnamen Felix an und wurde zum Priester geweiht.
Gemäß den Überlieferungen des Trinitarierordens wurde Felix von Valois am 1. Mai 1262 von Papst Urban IV. heiliggesprochen, Belege dafür existieren aber keine. Aufgrund seiner nachweislichen Verehrung, im Bistum Meaux ist die Feier seines Gedenkens schon um das Jahr 1219 belegt, wurde die Heiligsprechung 1666 durch Papst Alexander VII. bestätigt. Als Gedenktag wurde 1679 von Papst Innozenz XI. der 20. November festgelegt.
Sehr wahrscheinlich ist Felix von Valois nur ein Konstrukt von Trinitariern, die ihrem Orden mehr Glanz verleihen wollten. Es existiert kein Beweis, dass Johannes von Matha einen Gefährten gehabt hat. Darüber hinaus gibt es keinen ernst zu nehmenden Nachweis, dass Felix von Valois überhaupt gelebt hat. Auf die Heiligsprechung nahm auch der französische König – aus dem Haus Valois bzw. seinen Nebenlinien stammten bis 1589 die französischen Könige.